# United States Radium Corporation

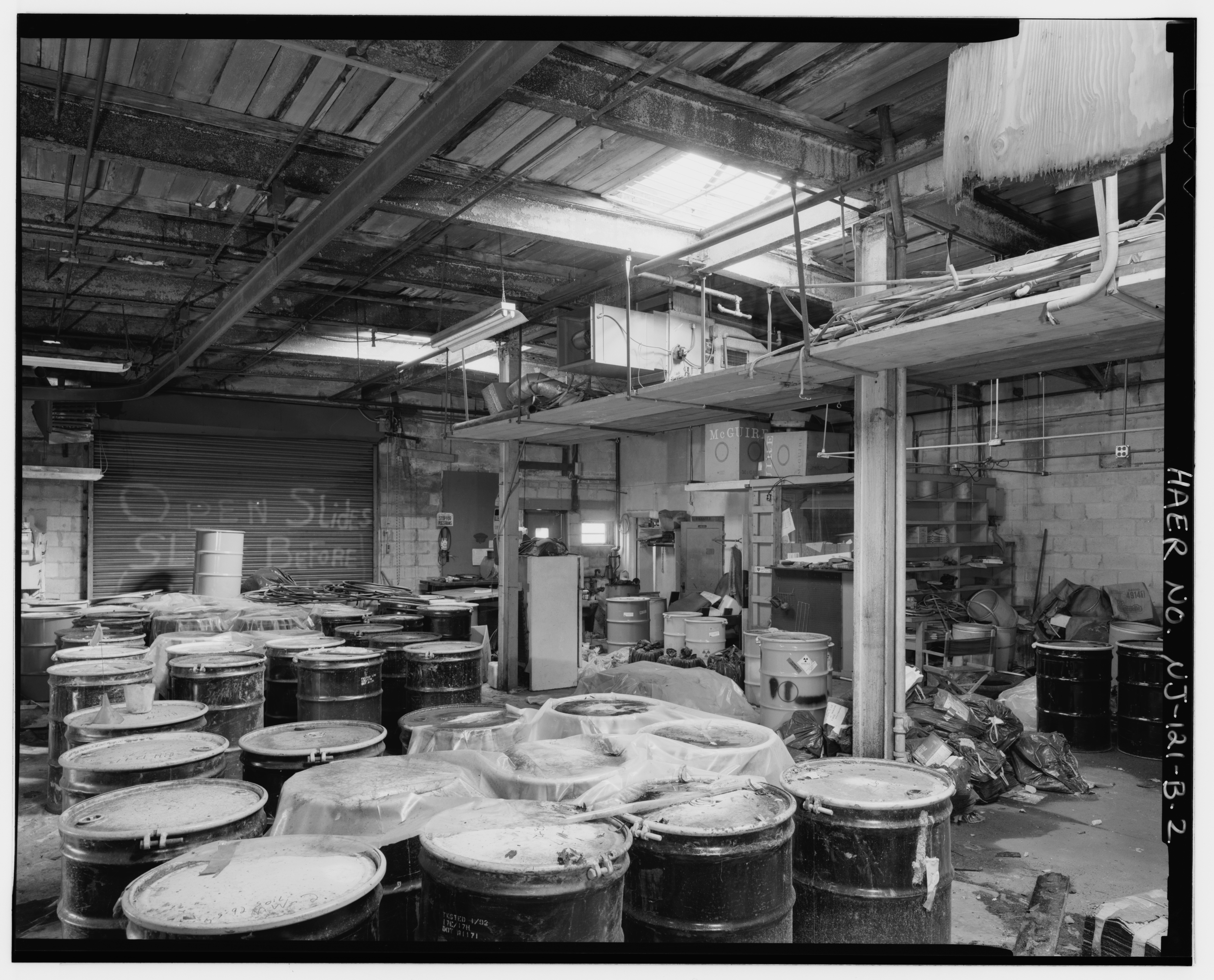
Лаборатория United States Radium Corporation

The United States Radium Corporation (U.S. Radium, первоначально Radium Luminous Material Corporation) была компанией, наиболее известной своей деятельностью в период с 1917 по 1926 год в Оранже, штат Нью-Джерси, в Соединенных Штатах, которая привела к ужесточению законов о защите рабочих. После первоначального успеха в разработке светящейся в темноте радиоактивной краски компания подверглась нескольким судебным искам в конце 1920-х годов из-за тяжелых заболеваний и смертей рабочих (Радиевые девушки), которые проглотили радиоактивный материал. Рабочим сказали, что краска безвредна. Во время Первой и Второй мировых войн компания производила светящиеся часы и датчики для армии США для использования солдатами.
Серьёзному радиоактивному заражению подверглись работники, особенно женщины, окрашивавшие циферблаты часов и других приборов люминесцентной краской. Адвокат Эдвард Маркли отвечал за защиту компании в этих делах.

## История
Компания была создана в 1914 году и действовала до 1928 года.
Во время своей деятельности компания нанимала молодых женщин для нанесения краски на циферблаты часов и инструментов. Краска содержала радий, который придавал свечение, делая циферблаты читабельными в темноте.
Однако в 1920-х годах стали появляться отчёты о заболеваниях среди рабочих, наносящих краску. В 1925 году пять рабочих подали в суд на компанию, утверждая, что они заболели раком вследствие длительного воздействия радия. В результате судебного процесса было установлено, что компания знала о вредности радия, но не предпринимала достаточных мер для защиты своих работников. 
Этот судебный процесс привлек внимание общественности к опасностям радия и стал важным этапом в истории охраны труда в США. Компания была вынуждена выплатить компенсации пострадавшим. В 1926 году компания перестала извлекать и обрабатывать радий в Оранже, однако продолжила окраску циферблатов.